# Historisches Archiv des Erzbistums Köln
Das Historische Archiv des Erzbistums Köln (Sigle: AEK, ISIL DE-2113) ist eine Gedächtnisinstitution in Köln, die das Schriftgut der Kölner Bistumsverwaltung und anderer kirchlicher Organisationen im Bereich der Diözese archiviert. 
Zu dem Bestand gehören darüber hinaus Nachlässe und Sammlungen. Das Archiv beherbergt Bestände im Umfang von 6500 Regalmetern, darunter ca. 5300 Urkunden; das älteste Dokument ist eine Grundstücksüberschreibung vom 29. Januar 942. Mit seinem unterirdischen Erweiterungsbau von 2007 bietet das AEK 20 Regalkilometer Platz und ist damit nach eigenen Angaben eines der größten Archive in Deutschland.

## Organisation
Direktor des AEK ist seit 2024 der Historiker und Archivar Joachim Oepen. Seine Vorgänger waren Toni Diederich (1979–2004) und Ulrich Helbach (2004–2024).
Die Nutzung des Archivs ist durch Forschende und interessierte Personen möglich; ein Lesesaal bietet 20 Plätze.

## Geschichte
Gegründet wurde das Archiv 1921 durch den Kölner Erzbischof Karl Joseph Kardinal Schulte als Einrichtung für historische Forschung. Zunächst wurde das vor 1801 – dem Jahr der Auflösung des alten Erzbistums während der Säkularisation – liegende Schriftgut der geistlichen Verwaltung in den Bestand aufgenommen.
Vor dem Zweiten Weltkrieg kamen Urkunden-, Amtsbuch- und Aktenbestände des Generalvikariates sowie Archive der Pfarreien in der Kölner Innenstadt hinzu.
1958 bezog das AEK Räume in einem Neubaukomplex des Erzbistums im Kölner Stadtteil Altstadt-Nord. Zu den Beständen kamen nun auch neuere Akten aus dem 20. Jahrhundert, seit den 1980er-Jahren auch die Archive weiterer katholischer Einrichtungen, Vereine und Verbände.
1984 nahm das Archiv seinen ersten Architektennachlass in seine Bestände auf (Alfons Leitl), es folgten die von Rudolf Schwarz, Fritz Schaller und anderen. Der Zusammenhang ergibt sich aus der kirchlichen Bautätigkeit in der Nachkriegszeit, die sich auf das Gesamtwerk vieler Architekten dieser Epoche signifikant ausgewirkt hatte.
Im Rahmen des seit 2003 entwickelten Sparkonzepts des Erzbistums („Zukunft heute“) wurden dem Historischen Archiv zwei von fünf Stellen wissenschaftlicher Mitarbeiter gestrichen und die Gesamtausgaben um 20 Prozent gekürzt.
Nach dem Einsturz des Stadtarchivs im März 2009 (siehe Historisches Archiv der Stadt Köln) stellte das AEK kurzfristig drei Regalkilometer Platz für gerettete Bestände zur Verfügung und übernahm als Asylarchiv die Aufbewahrung der 60.000 – unbeschädigten – Pergamenturkunden.
Am AEK sitzt die Redaktion des Internetportals der kirchlichen Archive (www.kirchliche-archive.de).

## Gebäude

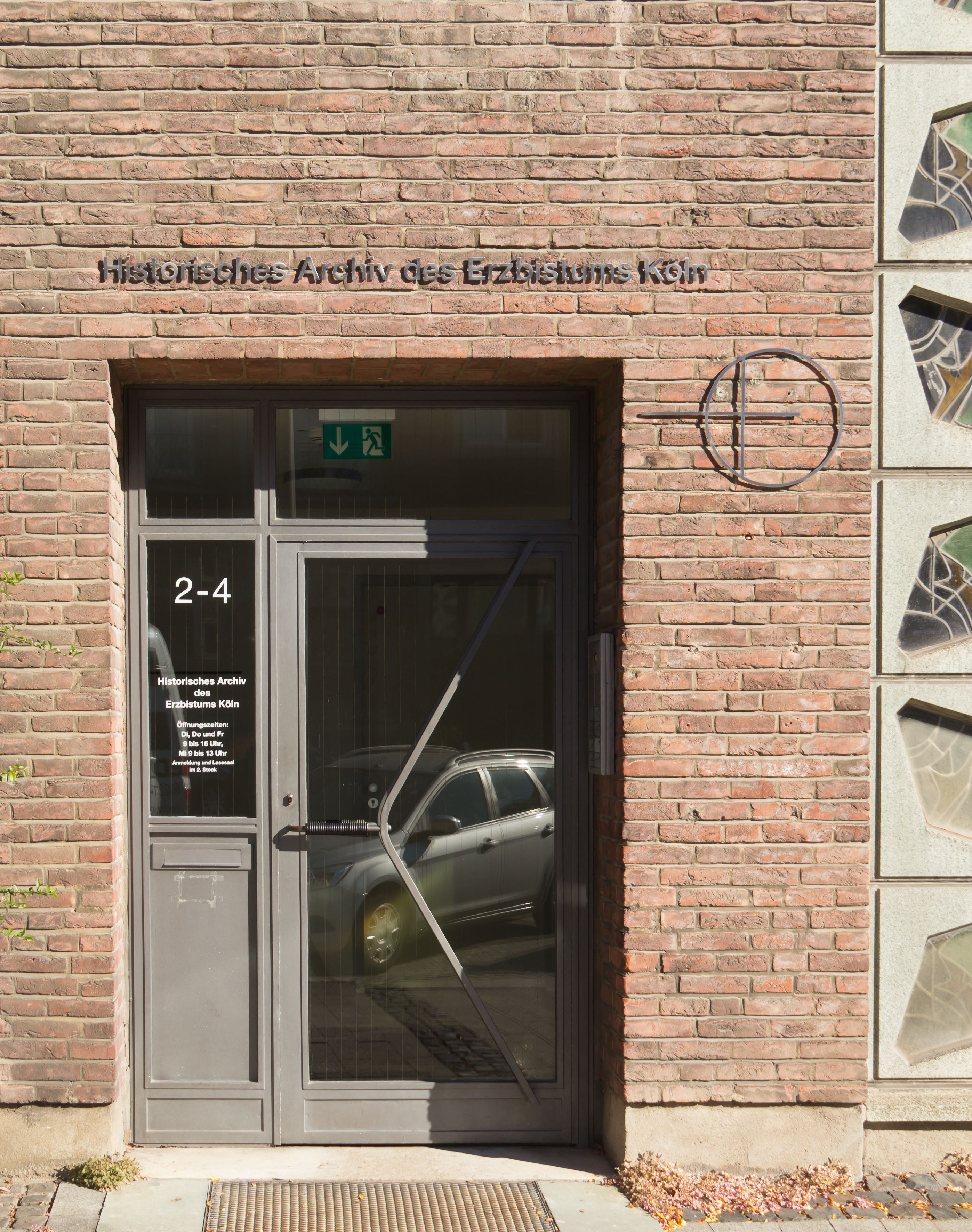
Eingang

Der Gebäudekomplex mit dem heutigen Archivgebäude an der Gereonstraße 2–4 wurde in den Jahren 1956 bis 1958 nach Plänen der Architekten Hans Schumacher und Willy Weyres erbaut. Er besteht aus dem erzbischöflichen Haus, dem Priesterseminar, der Seminarkirche St. Petrus Canisius und den Verwaltungsgebäuden, die zunächst von der Dom- und Diözesanbibliothek genutzt wurden.
Das dreigeschossige, winkelförmige Archiv-Verwaltungsgebäude mit Backsteinfassade und Satteldächern wird westlich von einem achtgeschossigen Gebäudeteil, dem „Bücherturm“ abgeschlossen, einem flach gedeckten Stahlbetonskelettbau mit Backstein- und Glasbausteinausfachung.

Die Gebäude sind seit dem 19. Juni 1992 denkmalgeschützt und unter der Nummer 6532 in die Liste der Baudenkmäler der Stadt Köln aufgenommen worden. 

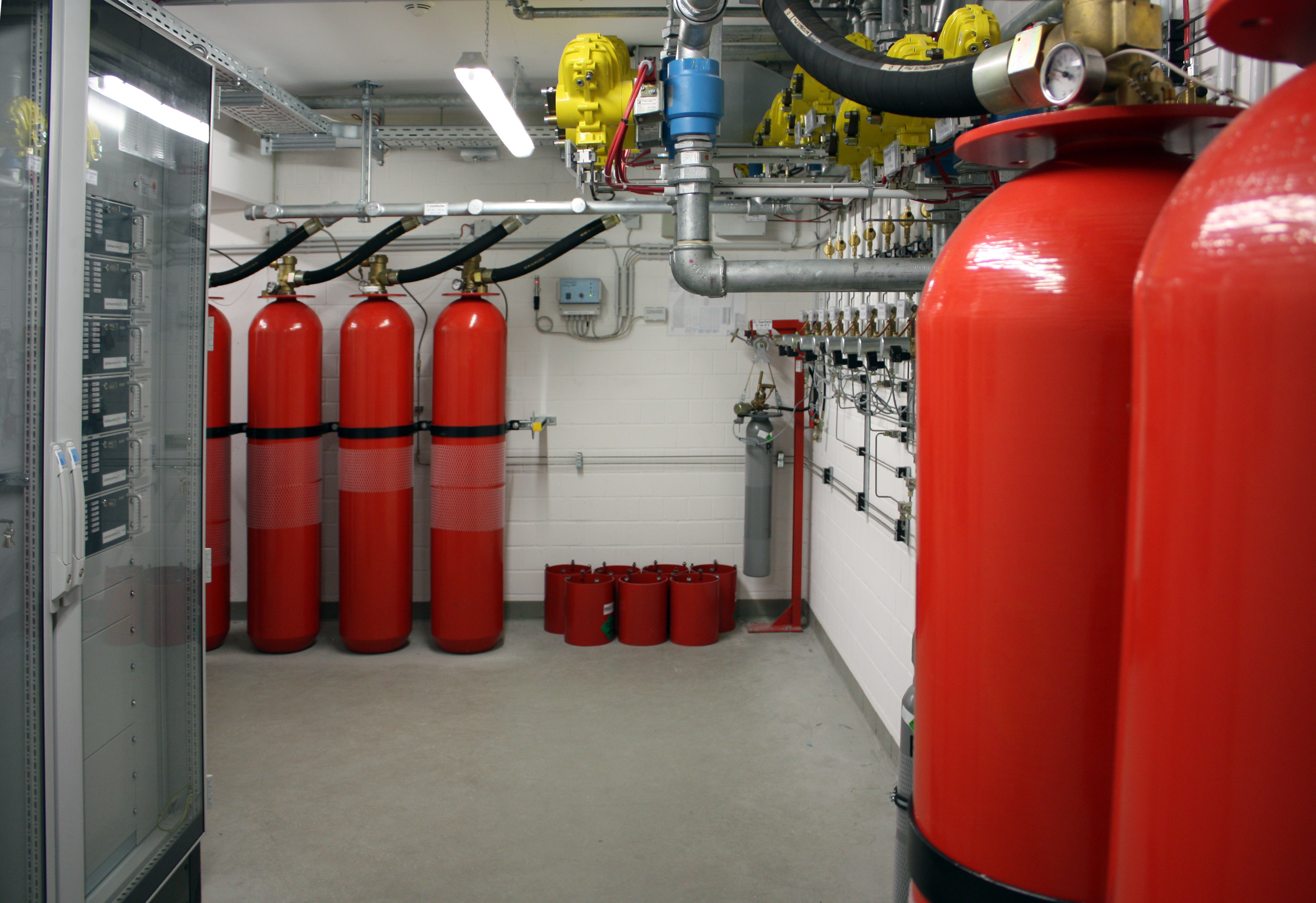
Moderne Brandschutzeinrichtungen im unterirdischen Erweiterungsbau

 2005 bis 2007 entstand nach Plänen des Architektenbüro Orend und einem Budget von knapp 8 Mio. Euro ein von außen unsichtbarer, dreistöckiger unterirdischer Erweiterungsbau von 2200 Quadratmetern neuer Fläche unter und neben dem alten Gebäude, der mit zusätzlichen 15 Regalkilometern räumliche Perspektiven für die folgenden 30 Jahre bieten soll. Gleichzeitig wurde der denkmalgeschützte Altbau renoviert und ein neues Treppenhaus mit Aufzug zur besseren Erschließung von Turm und unterirdischer Gebäudeteile ergänzt sowie der Lesesaal im Obergeschoss mit 20 Gästearbeitsplätzen ausgestattet.
Das geschwungene Treppenhaus der 1950er-Jahre ergänzte die Künstlerin Monika Bartholomé 2015 mit einem minimalistischen Wandrelief aus dünnen Stäben, die u. a. die archivalische Reduktion von Dokumenten auf das Archivwürdige widerspiegeln.

## Bestände (Auswahl)

### Erzbistum, Generalvikariat
- Urkunden aus dem Bereich des Erzbistums Köln (884 Stk., 1230–1910)
- Akten und Amtsbücher des alten Generalvikariates, 120 Regalmeter, 16.–19. Jh.
- (Napoleonisches) Bistum Aachen, 1801–1821 (10 Regalmeter., 1782–1825)
- Bestände der Zentralregistratur im Generalvikariat seit 1825, 1.800 Regalmeter
- Metropolitankapitel, 55 Regalmeter, 18. Jh.–1955
- Erzbischöfliches Priesterseminar, 45 Regalmeter, 1390–1990 Mittelalterliches Bleigefäß mit Gebein (Reliquien) aus der Klosterkirche Groß-St-Martin

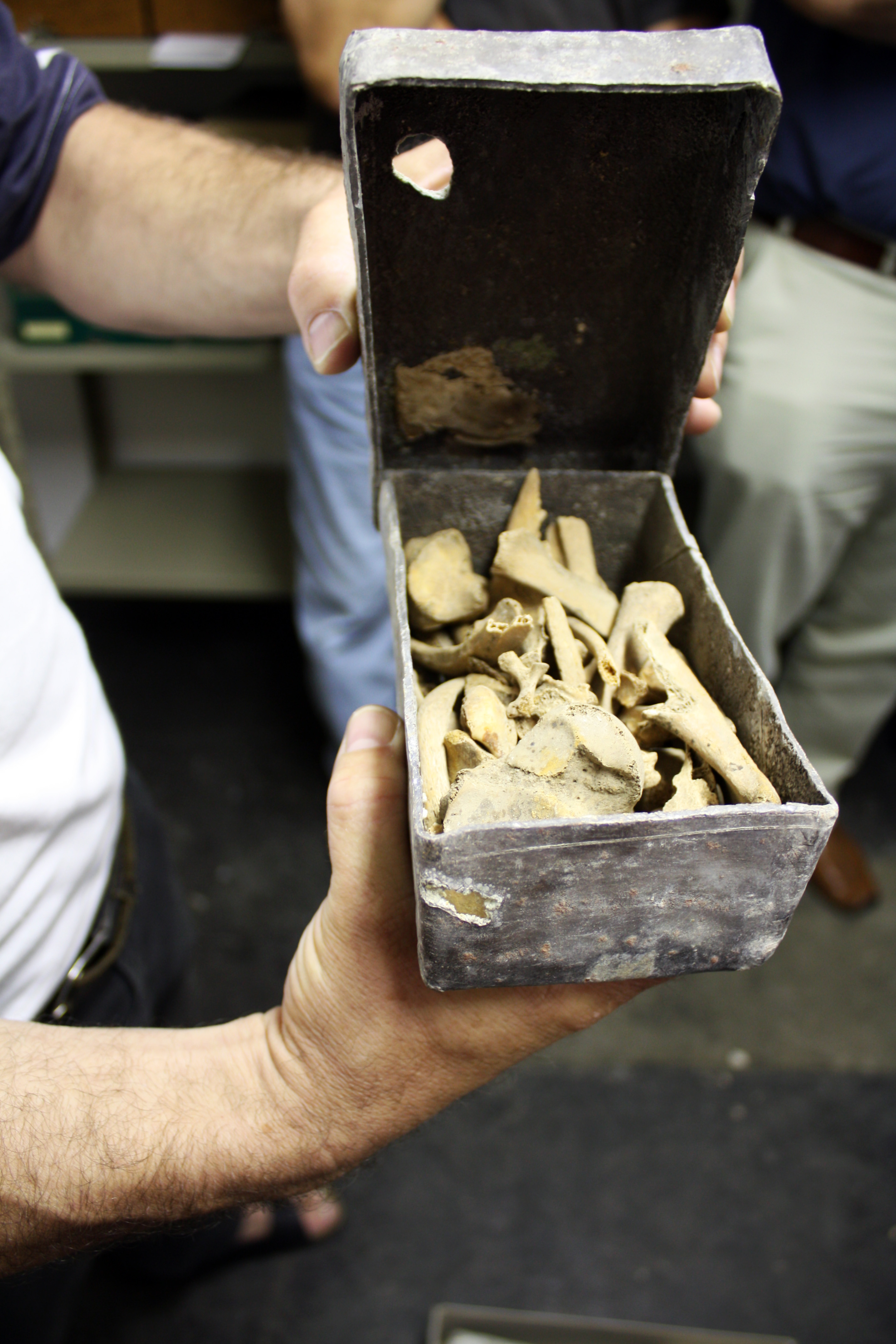
Mittelalterliches Bleigefäß mit Gebein (Reliquien) aus der Klosterkirche Groß-St-Martin

### Katholische Organisationen, Verbände, Vereine
- Archiv der Deutschen Bischofskonferenz, 410 Regalmeter, 1925–1990
- Kommissariat der deutschen Bischöfe, Bonn/Berlin, 210 Regalmeter, ca. 1948–1992
- Katholisches Büro Nordrhein-Westfalen, Düsseldorf, 125 Regalmeter, ca. 1945–1985/95
- Archiv der Görres-Gesellschaft, 8 Regalmeter, ca. 1876–1938

### Pfarrarchive
- Domarchiv und Kölner Pfarrarchive, mit Teilen der Kölner Kloster- und Stiftsarchive; ca. 4000 Urkunden, 280 Regalmeter, 942–20. Jh.
- Kirchenbücher, ca. 1050 Stk., spätes 16.–20. Jh.

### Nachlässe
- Josef Frings, Erzbischof (1887–1978)
- Johannes von Geissel, Erzbischof (1796–1864)
- Robert Grosche, Stadtdechant (1888–1967)
- Elmar Hillebrand, Bildhauer (1925–2016)
- Joseph Höffner, Erzbischof (1906–1987)
- Paulus Melchers, Erzbischof (1813–1895)
- Jakob Schaeben, Glockensachverständiger (1905–1980)
- Fritz Schaller, Architekt (1904–2002)
- Rudolf Schwarz, Architekt (1897–1961)

### Sammlungen
- Siegelsammlung Beissel, Siegelsammlung Ewald, Allgemeine Siegelsammlung (u. a. ca. 46.000 Siegelabdrücke und -güsse)
- Sammlung Personalia (Presseausschnitte, Totenzettel zu Personen des kirchlichen Dienstes, vor allem 19. und 20. Jahrhunderts)
- Sammlung Roth – Zettelsammlung mit Nachweisen zu Stelleninhabern der Kölner Stifts-, Kloster- und Pfarrkirchen des 10. – 19. Jahrhunderts, zusammengetragen durch den Historiker Hermann Heinrich Roth; 2,2 Regalmeter, Findbuch, 45 VE. (Nachweise zum Personal Kölner Stifte, Klöster, Pfarreien des 10.–19. Jhs.)

## Publikationen
- Studien zur Kölner Kirchengeschichte, Schriftenreihe, 1952ff (begründet von Archivdirektor Robert Haaß), 43 Bände (Stand 2016)

### Kataloge und Begleithefte zu Ausstellungen
- Josef van Elten: Pro hominibus constitutus. Gedenkausstellung des Historischen Archivs des Erzbistums Köln zum 100. Geburtstag von Josef Kardinal Frings am 6. Februar 1987. Köln 1987.
- Karl-Heinz Tekath, Juan Antonio Cervelló-Margalef, Wolfgang Schmitz: 250 Jahre Kölner Priesterseminar (1738-1988). Ausstellung vom 8. Mai bis zum 3. Juni 1988 in der Diözesanbibliothek zu Köln. Köln 1988.
- In obsequium Christi. Gedenkausstellung des Historischen Archivs des Erzbistums Köln zum 50. Todestag von Karl Joseph Kardinal Schulte am 10. März 1991. Köln 1991.
- Josef van Elten, Joachim Oepen: Kölner Erzbischöfe im Konflikt mit dem preußischen Staat. Clemens August Freiherr Droste zu Vischering († 1845). Paulus Kardinal Melchers († 1895). Gedenkausstellung des Historischen Archivs des Erzbistums Köln. Köln 1995.
- Toni Diederich, Ulrich Helbach und Joachim Oepen: Christen am Rhein. Zeugnisse kölnischer Kirchengeschichte aus zwei Jahrtausenden. Ausstellung des Historischen Archivs des Erzbistums Köln anlässlich des Heiligen Jahrs 2000 in der Erzb. Diözesan- und Dombibliothek. Köln 2000.
- Überlieferung sichern. Das Historische Archiv des Erzbistums Köln im Dienst an Kirche und Kultur. Köln 2004.
- Ulrich Helbach, Joachim Oepen und Wolfgang Schmitz: Iustitia et Caritas. Gedenkausstellung des Historischen Archivs des Erzbistums Köln zum 100. Geburtstag von Joseph Kardinal Höffner. Köln 2007.